# Pterogonium ornithopodioides
Pterogonium ornithopodioides là một loài Rêu trong họ Leucodontaceae. Loài này được (F. Weber & D. Mohr) Lindb. miêu tả khoa học đầu tiên năm 1863.